# Història de Djibouti
L'antiga història de Djibouti no té gaires referències escrites, ja que la zona fou habitada per pobles nòmades, els àfar i els somalis. Els contactes principals foren amb la península Aràbiga.
El 1839 Rochet d'Hericourt va explorar Shoa fins al 1842. El 1840 els britànics van establir el protectorat sobre el sultanat de Tadjoura. El 1840 el dardar o soldà de Tadjoura va acceptar el protectorat britànic i va cedir l'illa de Musha a la Gran Bretanya. El soldà Ad-Ali Abli reclamava jurisdicció sobre tot el nord de les terres àfar d'Adoimara, fins a la frontera amb Shoa, però encara que alguns sub clans dels Ad-Ali i dels Adoimara pasturaven fins força lluny, sembla clar que la seva autoritat no anava més enllà del llac Assal. Els soldanats de Raheita i Gobad o Gobaad eren considerats vassalls del soldà de Tadjoura. El protectorat no va tenir continuïtat.
El soldà va vendre Obock al cònsol francès a Aden (1857); els francesos van ocupar el port de 1858 a 1859. Un nou acord sobre Obock fou signat a París l'11 de març de 1862 que permetia als vaixells francesos proveir-se al port de Tadjoura. L'àrea fou efectivament ocupada pels francesos el 29 de desembre de 1883 i el 24 de juny de 1884 es va proclamar el protectorat francès sobre el soldanat. L'esclavatge fou abolit el 26 d'octubre de 1889.
Com que el port d'Obock era més exposat als vents que el del costat sud del golf, a Djibouti (ciutat), l'administració francesa establerta a aquella ciutat fou traslladada a la de Djibouti després de 1891 i definitivament el 1894. El soldanat va quedar integrat en la colònia quan va prendre el nom de Côte Française des Somalis o Costa Francesa dels Somalis el 20 de maig de 1896. El soldà va conservar només una autoritat honorifica (que encara té). Al mateix temps també foren abolits els soldanats de Raheita i Gobad (o Gobaad). Els límits amb Etiòpia foren demarcats el 1897. El 1901 es va obrir un ferrocarril entre Djibouti i Etiòpia que va arribar a Addis Abeba el 1917.
Després de la rendició de França davant Alemanya, el juny de 1940, la colònia va quedar sota control del govern de Vichy. El desembre de 1942 forces britàniques van obligar a rendir-se al governador Pierre Nouailhetas (dia 28) i la colònia va quedar sota ocupació britànica i el control de les forces de la França Lliure. El 27 d'octubre de 1946 fou declarat territori francès d'Ultramar.
El 22 de juliol de 1957 es va concedir autonomia al territori amb una assemblea elegida i un consell executiu de vuit membres encarregats d'alguns serveis, i amb títol de ministres, sota la presidència del governador francès. El setembre de 1958 un referèndum va ratificar l'estatus de Territori Francès d'Ultramar. El 5 d'octubre de 1958 es va formar la V República Francesa. A les primeres eleccions del 23 de novembre de 1958, amb el suport dels afars, Hassan Gouled Aptidon va guanyar les eleccions. Harbi, l'anterior vicepresident (el president era el governador francès) del consell de govern, partidari de la unió amb Somàlia, va sortir del país (i va morir poc després en accident aeri) i Aptidon va ascendir a vicepresident (desembre). L'abril de 1959 fou escollit per representar a Djibouti a l'Assemblea Nacional Francesa i va deixar el càrrec a l'àfar Ahmed Dini Ahmed, del que després va passar a Ali Aref Bourhan (1960).
Les segones eleccions es van fer el 1963 amb una nova llei electoral amb llistes tancades de partits en set districtes electorals; el partit àfar Unió Nacional per la Independència (Union National pour la Independence), del pro francès Ali Aref Bourhan, vicepresident del consell des del 1960, va tenir la majoria. Contra el predomini àfar els isses van formar a Mogadiscio el 1967 el Front d'Alliberament de la Costa dels Somalis (Front de Liberation de la Côte des Somalis) mentre els danakil formaven a Addis Abeba el Moviment d'Alliberament de Djibouti (Mouvement de Liberation de Djibouti).
L'agost de 1966 el president francès Charles de Gaulle va visitar el territori i es van produir manifestacions en favor de la independència. Bourhan va dimitir el setembre de 1966 i el governador Rene Tirant fou destituït i nomenat Louis Saget, que va anunciar la convocatòria d'un referèndum, que es va celebrar el març de 1967, i en el qual el 60% es va decantar per mantenir la sobirania francesa com demanava Bourhan, mentre Hassan Gouled Aptidon reclamava la independència. El 18 de maig Bourhan va retornar a la vicepresidència del consell de govern (el governador era el president).
Després de la reforma administrativa del 5 de juliol de 1967 que va donar al país el nom de Territori Francès dels Àfars i dels Isses, Bourhan va ser nomenat president del consell de govern (7 de juliol). Fou reelegit diputat el novembre de 1968 amb una llista anomenada "Llista pel progrés i la defensa dels interessos del TFAI" i va obtenir 23 escons (de 32), i encara els seus aliats de la Unió Democràtica Issa van obtenir tres escons més. Va perdre el suport francès i progressivament els electes el van abandonar i es van passar a l'oposició, fins que va haver de dimitir quan es va quedar amb només 16 escons (29 de juliol de 1976). Aptidon fou el cap de l'oposició a la política pro francesa de Bourhan, i el 1972 va fundar la Lliga Popular Africana per a la Independència a Mogadiscio.
Va tornar al govern Abdallah Mohamed Kamil. Des de la independència, els estats veïns van renunciar a les reclamacions sobre el territori, tanmateix una guerra civil liderada per rebels àfars en els primers anys de la dècada del 1990 va ser aturada per un acord de pau el 1994. Després del referèndum que va afavorir la independència, Aptidon fou nomenat primer ministre el 18 de maig de 1977. Va conservar aquest càrrec, junt amb el de president, quan el país va accedir a la independència el 27 de juny de 1977, però el 12 de juliol de 1977 el va cedir a l'àfar Ahmed Dini Ahmed.
El 1979 va transformar el seu partit en el Reagrupament Popular pel Progrés (RPP) i després de la seva primera reelecció el 1981 va establir el sistema de partit únic. Fou altra vegada reelegit el 1985 i 1989. El febrer del 1990 dos dels principals grups àfars clandestins, el Front Democratique pour la Liberation de Djibouti (FDLD, dirigit per Mohammed Adoyta Yussuf), i el MNDID van formar una aliança a Brussel·les que es va dir Unió de Moviments Democràtics (UMD). Després d'un suposat intent de cop d'estat del 8 i 9 de gener de 1991, nombrosos líders afars foren detinguts i el dia 13 alguns àfars van morir en la repressió de manifestacions. L'agost de 1991 tres grups de majoria afar es van unir i van formar el Front per la Restauració de la Unitat i la Democràcia sota el lideratge de Mohammed Adoyta Yussuf. L'octubre de 1991 es van produir enfrontaments entre àfars armats i l'exèrcit a Kikhil, al sud-oest del país i el govern va demanar suport francès el novembre quan els àfars van iniciar una ofensiva a Tadjoura i Obock; el 1992 es lluitava a l'occident i sud del país.
El 10 de febrer de 1992 el president Aptidon va prometre el multi partidisme amb participació (a més d'àfars e isses) d'àrabs, gardabusis i issaq i el 29 de febrer es va arribar a un primer alto el foc amb desplegament de forces franceses de pau, però unes setmanes després la lluita es va reprendre. El 27 de juny Aptidon va prometre una reforma constitucional que si era aprovada per referèndum a celebrar el 4 de setembre, portaria al multi partidisme. L'oposició es va reagrupar en el Front Opositor Unit de Djibouti (FOUD) que incloïa el FRUD. La reforma, aprovada per referèndum, va portar a eleccions generals, les quals foren posposades fins al 18 de desembre, i a les que van participar només cinc grups, el Rassemblement Populaire pour le Progres, del govern, i quatre més, tots poc representatius (la constitució va establir que només els quatre principals partits serien legals durant deu anys). El 27 de novembre de 1992 les tropes franceses es van retirar de Tadjoura. A les eleccions del dia 18, el partit del govern va obtenir tots els 65 escons en joc.
El febrer de 1993 l'exèrcit va recuperar el sud del país. El maig de 1993, sota la nova constitució, Aptidon fou reelegit per quarta vegada amb més del 60% dels vots per a un període de sis anys. El juliol l'exèrcit va iniciar una ofensiva contra el FRUD a l'oest conquerint la base principal a Assa-Gueyla, i les ciutats de Balho, Dorra, i Randa. Les forces del FRUD es van retirar a les muntanyes del nord i nord-oest. El gener del 1994 el soldà de Tadjoura, líder tradicional afar, va demanar la intervenció de l'ONU degut a les matances de civils.
El 22 de febrer de 1994 l'excap militar del FRUD, Ougoureh Kifle Ahmed, va imposar una nova direcció, expulsant a Ahmed Dini Ahmed de la presidència i al vicepresident Abbatte Ebo Adou. Ali Mohamed Daoud va esdevenir poc després president del FRUD, i Kifle Ahmed secretari general. El FRUD va acceptar llavors l'estratègia negociadora. Ahmed Dini va mantenir una facció que va tenir el suport del FOUD (Front Opositor Unit de Djibouti). La pau es va signar el 26 de desembre de 1994 i es va acordar que el FRUD esdevindria partit polític legal. El 9 de juny de 1995 Ali Mohamed Daoud fou nomenat Ministre de Salut i Afers Socials (després fou ministre d'agricultura) i Ougoureh Kifle Ahmed ministre d'agricultura i recursos aqüífers (després fou ministre de defensa).
Ahmed Dini va mantenir la lluita i es van produir alguns enfrontaments, especialment el 1996 amb l'atac a vehicles de l'exèrcit a Kouta Bouya i a un helicòpter francès a les muntanyes Mabla. El 6 de març de 1996 el FRUD va quedar legalitzat; com que la constitució només permetia quatre partits polítics, van quedar establerts com a legals: El Reagrupament Popular pel Progrés (del president Aptidon), el Partit de Renovació Democràtica, el Partit Nacional Democràtic i el FRUD. 700 membres d'aquest darrer foren integrats a l'exèrcit i policia i 200 quadres van rebre càrrecs civils. El primer congrés fou celebrat l'abril de 1997 i es va elegir un comitè nacional de 153 membres i un comitè executiu de 21 membres. Com a secretari general va quedar Mohamed Djama Elab.
El 23 de març de 1996 Ibrahim Chehem Daoud, antic membre del FRUD, va anunciar la fundació del FRUD-Renaissance com a moviment polític i militar, oposant-se al procés de pau. El setembre de 1997 el FRUD-Renaissence va reprendre accions armades. Un congrés d'aquesta facció va reelegir a Ahmed Dini com a president amb un buró polític de 13 membres.
El 19 de desembre de 1997 es van fer eleccions i el FRUD va donar suport al partit del president i junts van obtenir els 65 escons. L'oposició no va tenir representació. La facció de Dini va intensificar els atacs el 1998 i el 19 i 20 de març va atacar Ali Adde a 100 km de Djibouti, mentre altres grups atacaven Assamo, a la frontera amb Etiòpia i Guistir a la frontera amb Somaliland.
El 4 de febrer de 1999, amb 83 anys, Aptidon va anunciar que no es presentaria a les eleccions presidencials. Un Congrés extraordinari del RPP va designar al seu nebot Ismail Omar Guelleh, que havia ocupat ja elevats càrrecs civils i militars, com a successor. Guelleh fou escollit a les eleccions de l'abril de 1999 amb el suport del RPP i el FRUD, en competició amb Moussa Ahmed Idriss, i va succeir al seu oncle el 8 de maig de 1999.
Nous enfrontaments es van produir després amb la facció del FRUD de Dini; el 2000 es van portar a terme a negociacions a París (febrer). El desembre del 2000 hi va haver un intent frustrat de cop d'estat instigat pel destituït cap de la policia General Yacin Yabeh Galab. Aquest fou detingut.
Un acord es va signar amb el FRUD de Dini el 12 de maig de 2001, les forces del qual dirigia el mercenari escocès Callum Finn McKendrick. Dini va tornar de l'exili i va formar l'Aliança Republicana per la Democràcia (ARD). El 2002 va servir de base en l'anomenada lluita contra el terrorisme internacional: el gener amb el desplegament de mariners alemanys per patrullar a la mar Roja i el setembre amb la presència de 900 soldats americans que hi van establir una base. El 4 de setembre de 2002 va finalitzar la limitació de quatre partits i es van poder registrar noves organitzacions. El gener de 2003 la Unió per la Majoria Presidencial de Djibouti, que donava suport a Guelleh, i de la que el FRUD i el RPP formaven part, va guanyar les eleccions, i Guelleh fou reelegit president en les eleccions presidencials del 8 d'abril 2005.
El 2006 s'informava d'una ofensiva de l'exèrcit contra bases del FRUD-Renaissence el que posava en relleu la fragilitat de l'acord, que no obstant es va mantenir. El març del 2006 es van fer eleccions regionals (el sistema de regions descentralitzades s'havia posat en vigència el 2002). El febrer del 2008 la Unió per la Majoria Presidencial va guanyar àmpliament les eleccions legislatives (tots els 65 escons, com habitualment), mentre l'oposició, amb un govern a l'exili, incrementava la seva activitat política. El juny del 2008 va esclatar un conflicte fronterer amb Eritrea a la zona de Ras Doumeira i tropes franceses es van desplaçar a Djibouti per donar suport logístic a l'exèrcit d'aquest país.
Els enfrontaments entre Afars i Somalis van reprendre's el 2014 en tres kebeles especials habitats per somalis ètnics del clan Issa.